# Siniša Varga
Siniša Varga (Zagreb, 24. kolovoza 1965.), doktor stomatologije, ministar zdravlja u dvanaestoj Vladi Republike Hrvatske.

## Životopis
Siniša Varga rođen je 24. kolovoza 1965. u Zagrebu. Diplomirao je 1990. godine na Stomatološkom fakultetu Sveučilišta u Zagrebu. Od 1993. do 1997. je specijalizirao stomatološku protetiku u Stomatološkoj klinici Kliničkog bolničkog centra Zagreb, a u travnju 1997. godine položio specijalistički ispit. Dio svoje specijalističke prakse je proveo u Göteborgu (Švedska) 1995. godine na Branemark Implantology Clinic. Od 1997., kao specijalist stomatološke protetike, vodi Ambulantu za kiruršku protetiku, Kliničkog zavoda za oralnu kirurgiju, Klinike za kirurgiju lica i čeljusti Kliničke bolnice Dubrava, koji je jedini centar takve vrste u Republici Hrvatskoj. Zbog osobitog zanimanja za opći i zdravstveni menadžment primio je od Europske organizacije za kvalitetu diplomu međunarodnog menadžera sustava kvalitete za međunarodnu normu ISO 9001:2000. Od 2000. do 2002. g. radio je kao konzultant Svjetske banke na projektu zdravstvene reforme u Republici Hrvatskoj. U tom razdoblju je također bio pomoćnik ravnatelja Kliničke bolnice Dubrava. Od 2004. odgovaran je za organizaciju nastavnog modula "Upravljanje resursima u zdravstvu" na poslijediplomskom studiju "Leadership and Management of Health and Science"  pri Školi narodnog zdravlja "Andrija Štampar" Medicinskog fakulteta Sveučilišta u Zagrebu. 
Od 2008. godine je konzultant na projektu kojeg financira Svjetska banka za reformu sustava zdravstva u Bosni i Hercegovini. Član je Hrvatskog stomatološkog društva, Hrvatskog liječničkog zbora u kojemu je obnašao dužnost glavnog tajnika u dva četverogodišnja mandata. Također je član Hrvatskog društva liječnika dragovoljaca domovinskog rata, Hrvatskog društva menadžera kvalitete, kao i Hrvatskog zavoda za norme u dva tehnička odbora: stomatologija i upravljanje kvalitetom. Predavao je i prisustvovao mnogim međunarodnim konferencijama; u Washingtonu, Tampi, Montrealu, Budimpešti, Pragu, Beču, Ljubljani, Bruxellesu, Amsterdamu, Groningenu, Parizu, Londonu, Schenzenu, Mexico Cityju i dr. Autor je dvaju poglavlja u sveučilišnim udžbenicima: Osnove dentalne implantologije i Vještačenje u stomatologiji. Predsjednik Županijskog suda u Zagrebu imenovao ga je 1999. godine stalnim sudskim vještakom za stomatološku protetiku te je od strane Hrvatske stomatološke komore 2006. godine imenovan za mentora pri obrazovanju novih vještaka.

## Politička karijera
Od 2002. do 2004. godine bio je dužnosnik Vlade Republike Hrvatske u Ministarstvu zdravstva i socijalne skrbi, kao pomoćnik ministra zdravstva za stručno-medicinske poslove. Vlada RH ga je 2007. godine imenovala u radnu skupinu za pripremu pregovora za pridruživanje Europskoj uniji. Od 2010. godine član je Socijaldemokratske partije Hrvatske. Nakon što je bio ravnatelj Hrvatskog zavoda za zdravstveno osiguranje od travnja 2012. do lipnja 2014. godine, Vlada RH imenovala ga je ministrom zdravlja.

## Privatni život
Oženjen je i otac je dvoje djece. Dragovoljac je Domovinskog rata i nositelj Spomenice. Aktivno govori engleski. Aktivan je član Rotary cluba Zagreb kroz koji potpomaže brojne humanitarne akcije.

## Vanjske poveznice
- Ministarstvo zdravlja  Arhivirana inačica izvorne stranice od 18. prosinca 2015. (Wayback Machine)